# 纳坦兹
纳坦兹（Natanz/Naţanz）是伊朗伊斯法罕省的一个镇。伊朗在該地設有納坦茲核設施，占地10万平方米，是伊朗最大的铀浓缩设施。2020年7月2日，纳坦兹铀浓缩設施的离心机生产车间发生火灾和爆炸。一个名为 "祖国猎豹 "（Cheetahs of the Homeland）的组织声称对此次袭击负责。一些伊朗官员表示，该事件可能是通過网络破坏造成的。2021年4月11日，纳坦兹核设施电力系统出现问题。伊朗政府聲稱是遭到以色列恐怖襲擊。一名官員表示有數以千計用於提煉核物質的機器被毀壞或受損。